# Magdalena Marzal Soriano
Magdalena Marzal Soriano (València, 1912 - Regne Unit, segle XX) fou una mestra valenciana.

## Biografia
Nascuda a València, estudià batxillerat a l'Institut Lluís Vives de la capital i es matriculà en la Normal de València, on ingressarà i formarà part de la primera promoció del Pla Professional. Va tenir com a professores Carmen García de Castro, María Villén, Concepción Tarazaga i Angelina Carnicer. Les pràctiques les faria a l'escola de pàrvuls del carrer de Sagunt de València, on continuaria una vegada finalitzats els estudis. Destinada quatre mesos a la Pobla de Vallbona, en gener del 1936 torna com a agregada a la inspecció a treballar a l'escola de pàrvuls del carrer de Sagunt, des d'on es traslladarà en setembre de 1936 a la graduada "Casa de la Infancia Giner de los Rios" (antic Asil de San Eugenio), per la substitució dels religiosos per personal docent en els establiments dependents de la Diputació de València. Allí treballarà sota la direcció de la seua companya de curs Guillermina Medrano.
Una vegada finalitzada la carrera de Magisteri s'havia afiliat a la FETE-UGT (1935) i al Partit Comunista, on ocuparà càrrecs de responsabilitat. Havia treballat de manera molt activa en les tasques de propaganda electoral a favor del Front Popular en la campanya de febrer del 1936. Junt a les seues companyes de promoció, Enriqueta Agut i Guillermina Medrano, fou una de les dones amb més presència en mítings i actes públics de caràcter electoral. Fou membre de l'Aliança d'Intel·lectuals per a la defensa de la Cultura a València, on exerciria el càrrec de tresorera. Va pertànyer també a Socors Roig Internacional. Durant el conflicte bèl·lic, es traslladarà a Rússia al front d'una colònia de xiquets evacuats. La seua absència d'Espanya provocarà que fos depurada per la comissió corresponent amb la separació definitiva del magisteri, segons l'article 171, per abandó del lloc de treball.
De Rússia es traslladaria, exiliada, a Anglaterra. Per tal de tramitar la seva readmissió es desplaçaria a Espanya, fet que va ocórrer i que faria que s'instal·lara al país, encara que una vegada jubilada es traslladarà de nou a Anglaterra on es produiria la seua mort.